# Kleverige alant
De kleverige alant (Dittrichia viscosa, synoniem: Inula viscosa) is een overblijvende plant, die behoort tot de composietenfamilie (Asteraceae). De soort komt van nature voor in Zuid- en Midden-Europa. Bij kneuzing van de bladeren ontstaat een sterke harsgeur. Het aantal chromosomen is 2n = 18.
De plant wordt 20-50 cm hoog, heeft een houtige penwortel en een houtige voet. De sterk vertakte, rechtopstaande stengels zijn bezet met kleverige klierharen. De spitse tot stompe, 5-30 mm brede, enigszins leerachtige bladeren hebben een gezaagde tot getande bladrand die echter ook bijna gaafrandig kan zijn. Ze zijn ovaal-lancetvormig tot lancetvormig of lijnvormig, halfstengelomvattend tot zittend, met klierharen tot kaal. De bladrand is soms omgebogen.
De kleverige alant bloeit vanaf juni tot in november met gele bloemen in 10-30 mm brede bloemhoofdjes. De lintbloemen zijn 10 tot 12 mm lang. In het midden zitten buisbloemen. Het omwindsel heeft meerdere rijen min of meer behaarde tot kale omwindselbladen. In een bloemhoofdje kunnen tot zestien lintbloemen en vierenveertig buisbloemen zitten. De bloeiwijze is een tros.
De vrucht is een 2 mm lang, min of meer behaard en gedeeltelijk met klierharen bezet nootje met vruchtpluis.

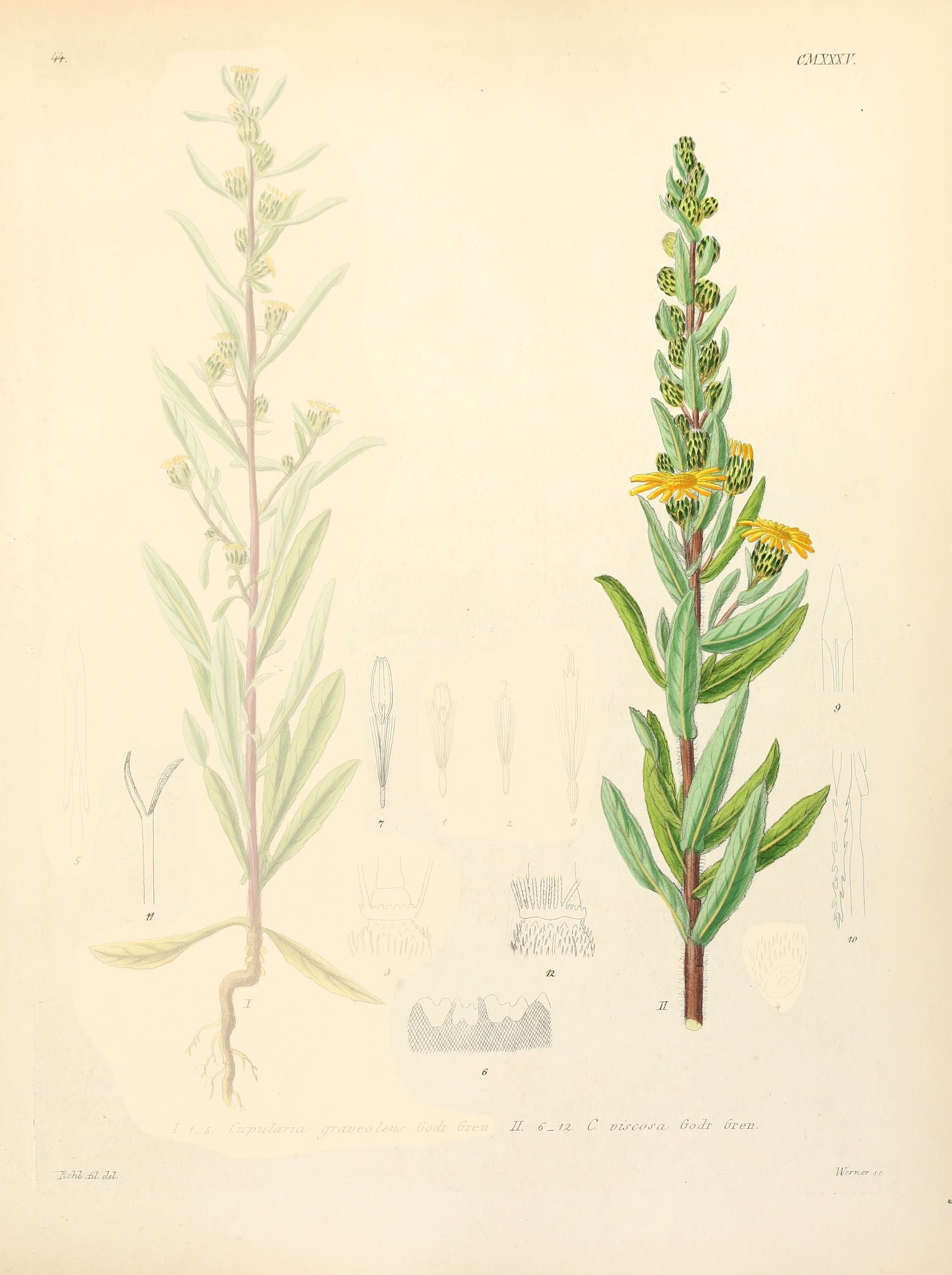
Illustratie
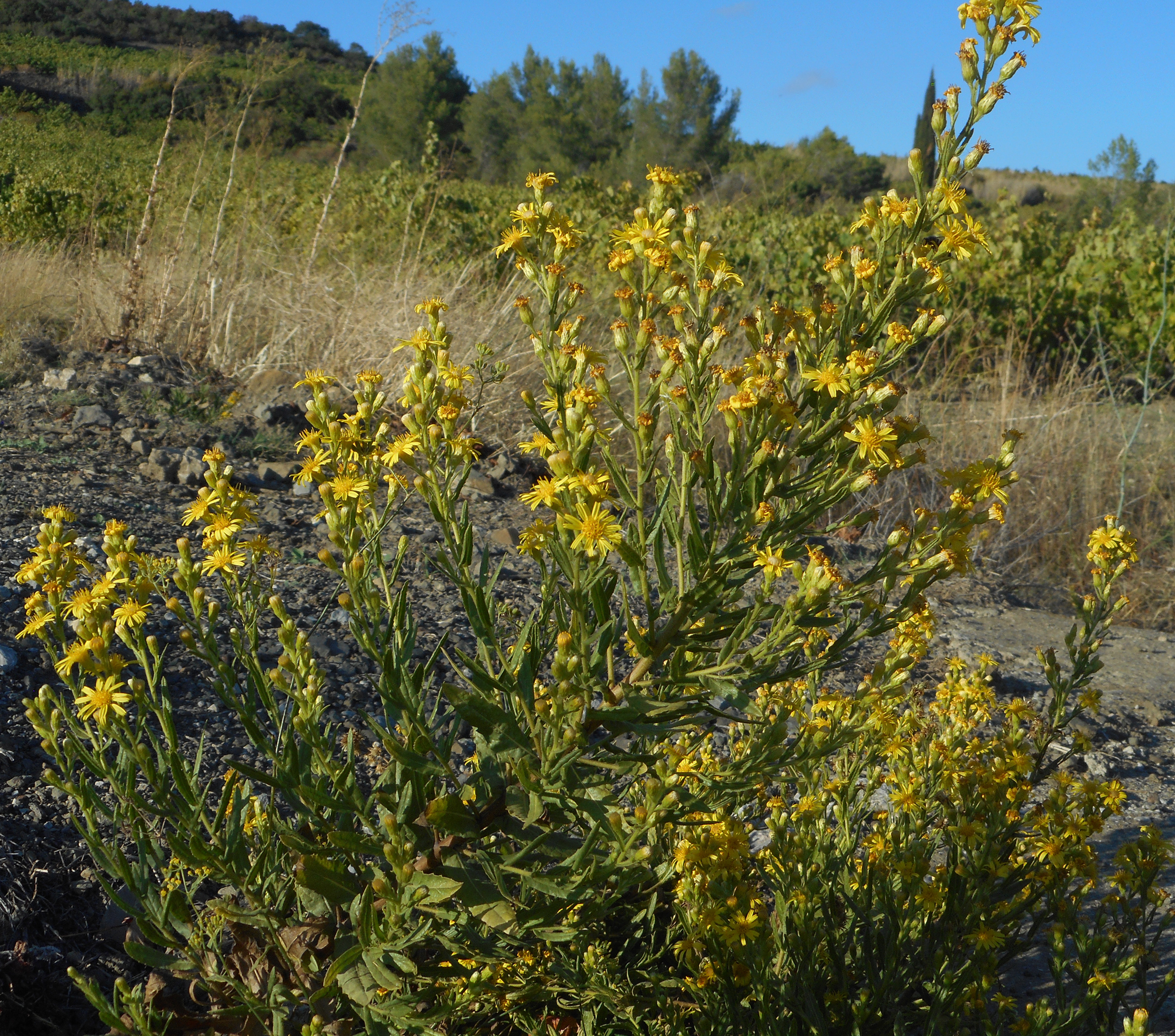
Plant
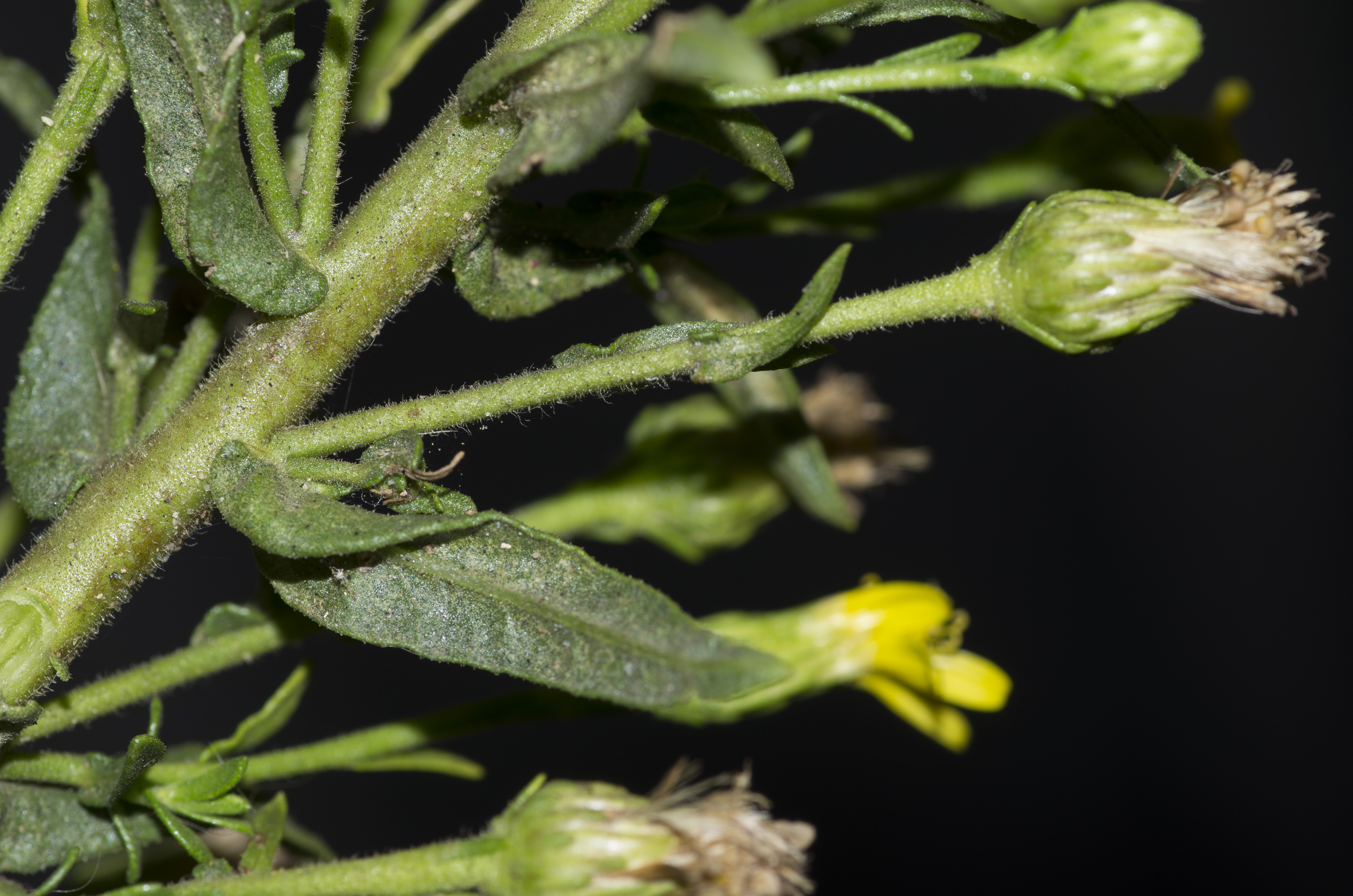
Stengel
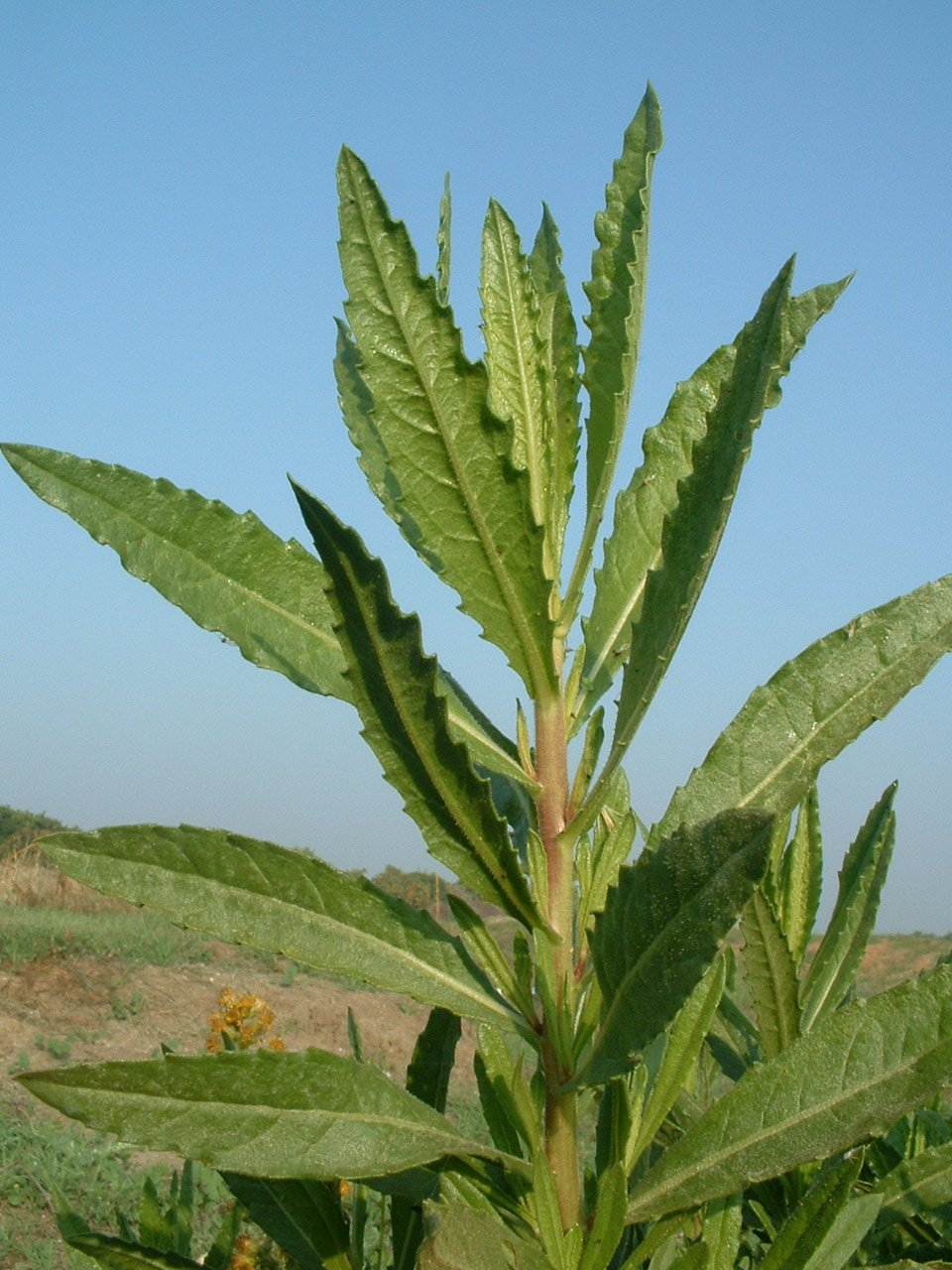
Bladeren
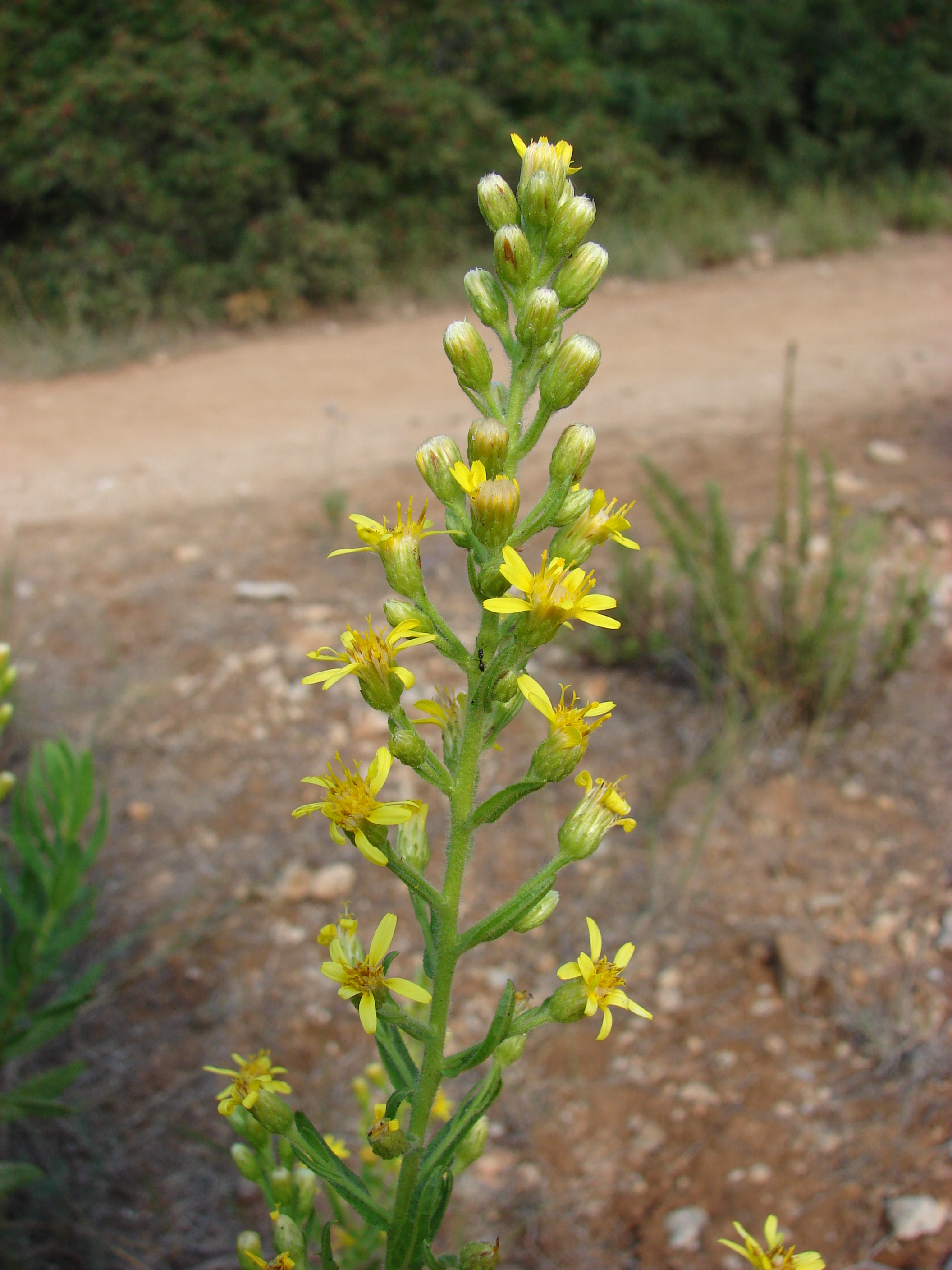
Bloeiwijze
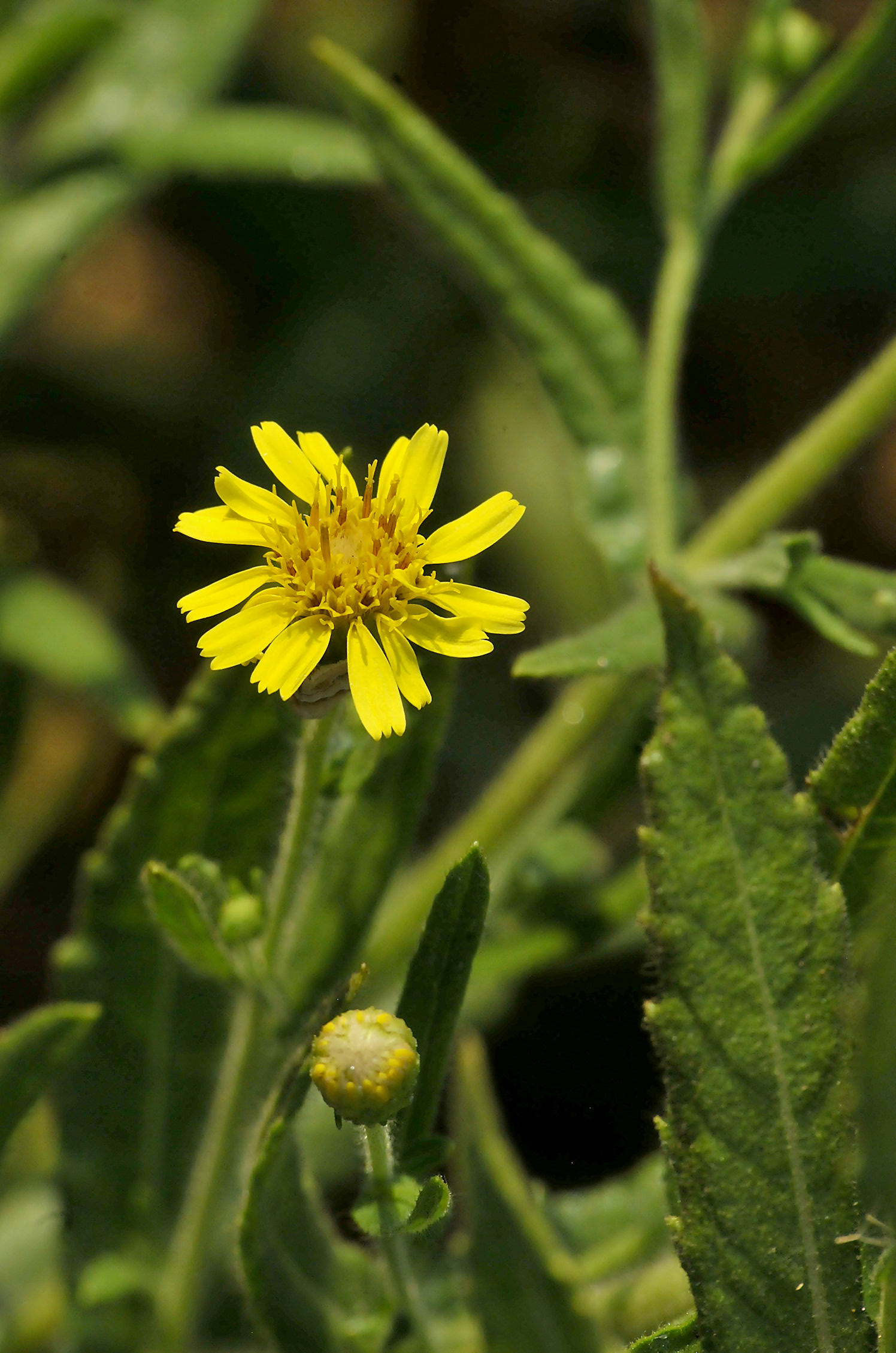
Bloemhoofdje
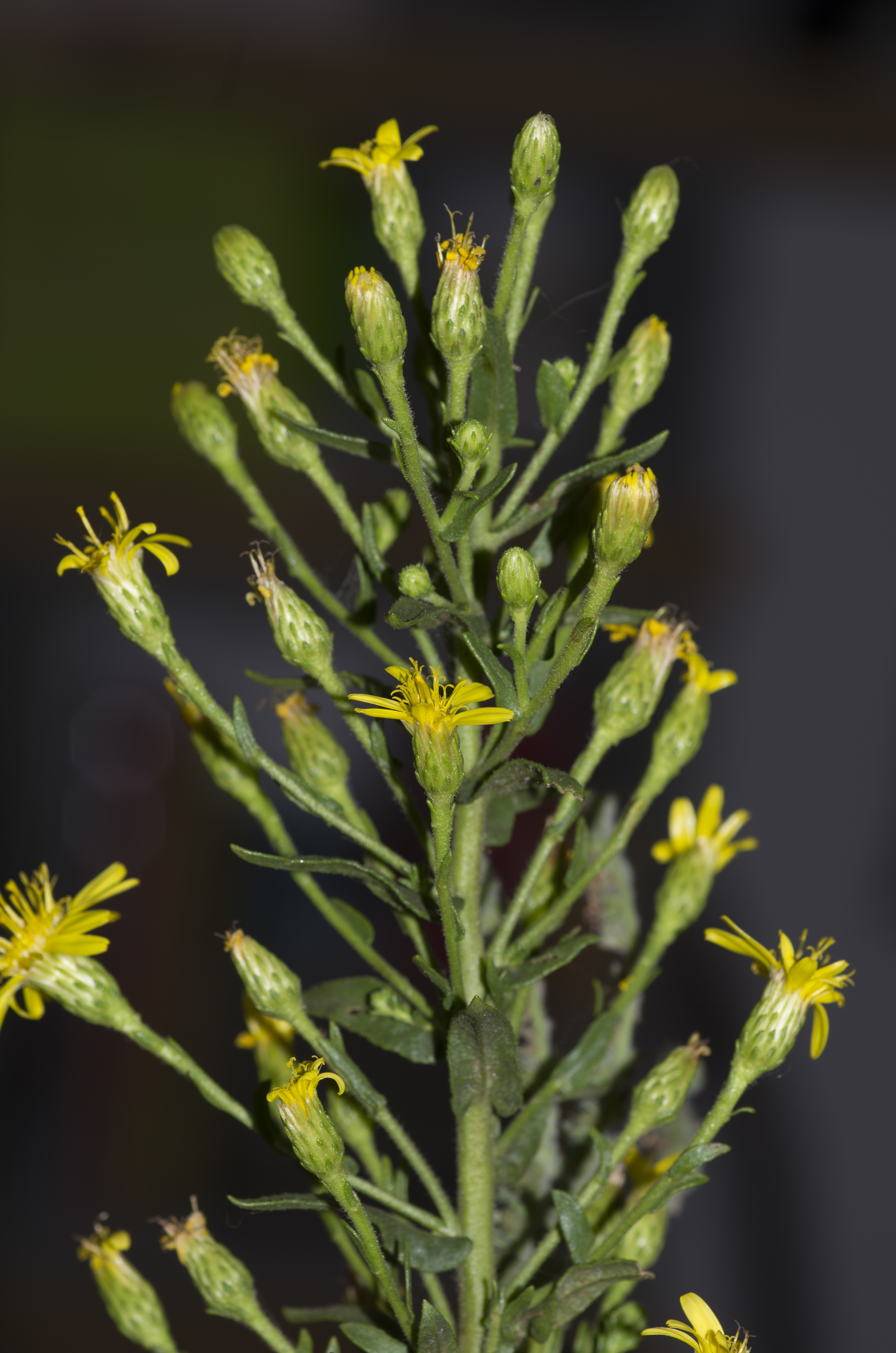
Omwindsel
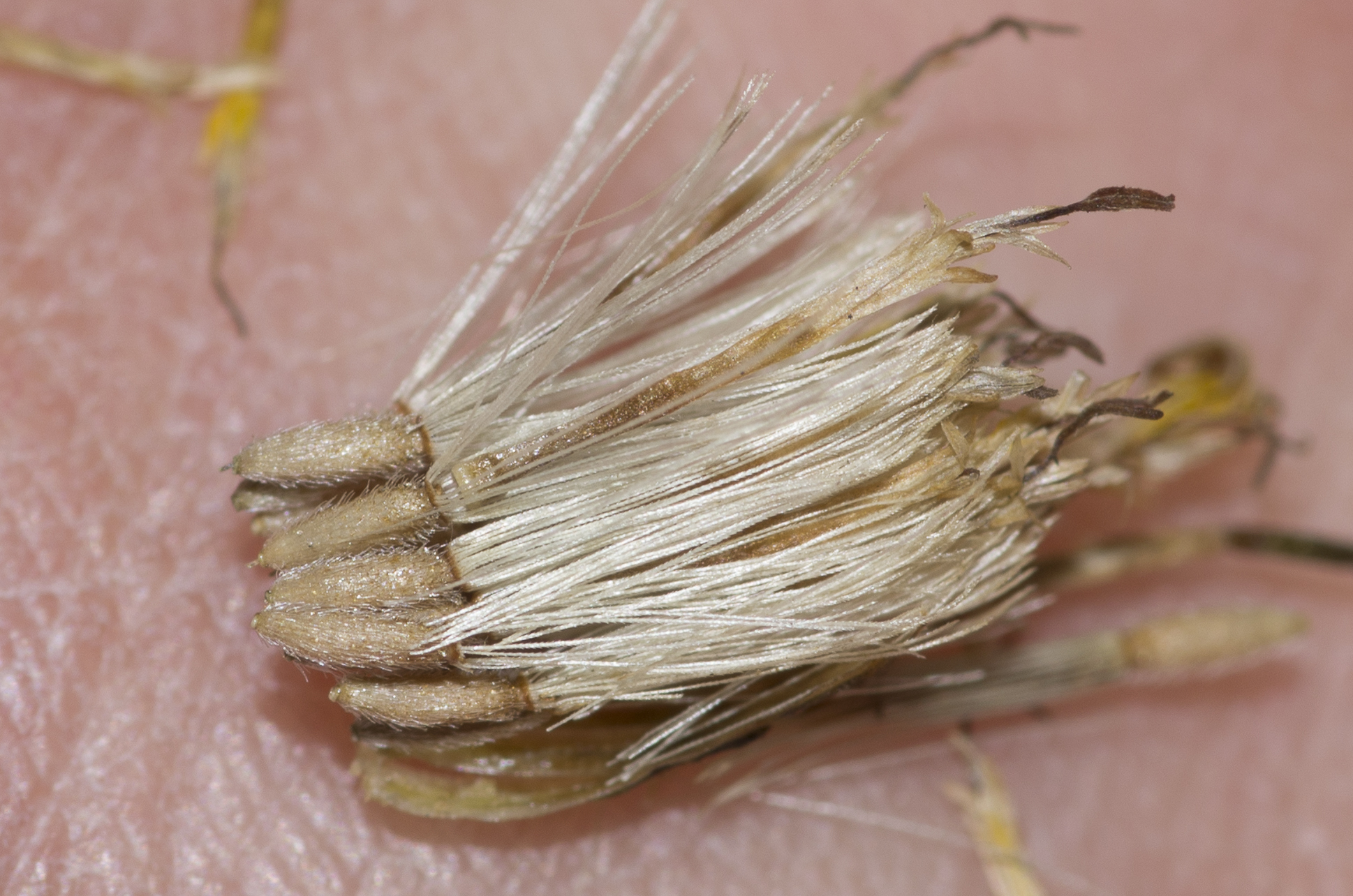
Nootjes

De kleverige alant komt voor op open plaatsen op vaak stenige, zandige tot kleiige grond op industrieterreinen en in bermen.

## Ondersoorten
Ondersoorten zijn:
- Dittrichia viscosa subsp. angustifolia (Bég.) Greuter
- Dittrichia viscosa subsp. maritima (Brullo & De Marco) Greuter
- Dittrichia viscosa subsp. revoluta (Hoffmanns. & Link) P.Silva & Tutin
- Dittrichia viscosa subsp. viscosa (L.) Greuter